# Bahnrad-Weltcup 2001
Der UCI-Bahnrad-Weltcup 2001 war ein Wettbewerb im Bahnradsport aus mehreren Läufen, der zwischen dem 25. Mai und dem 26. August 2001 ausgetragen wurde.

## Resultate

### Männer
| Disziplin                                 | Erster                                                                         | Zweiter                                                                      | Dritter                                                                            |
| Cali, Kolumbien – 25. bis 28. Mai         | Cali, Kolumbien – 25. bis 28. Mai                                              | Cali, Kolumbien – 25. bis 28. Mai                                            | Cali, Kolumbien – 25. bis 28. Mai                                                  |
| ----------------------------------------- | ------------------------------------------------------------------------------ | ---------------------------------------------------------------------------- | ---------------------------------------------------------------------------------- |
| Einerverfolgung                           | Stefan Steinweg                                                                | Hayden Godfrey                                                               | Damien Pommereau                                                                   |
| 1000-Meter-Zeitfahren                     | Chris Hoy                                                                      | Hervé Thuet                                                                  | Carsten Bergemann                                                                  |
| Punktefahren                              | Greg Henderson                                                                 | Leonardo Duque                                                               | Robert Sassone                                                                     |
| Sprint                                    | Laurent Gané                                                                   | Matthias John                                                                | José Antonio Villanueva                                                            |
| Mannschaftsverfolgung                     | Neuseeland Hayden Godfrey Greg Henderson Matthew Randall Lee Maxwell Vertongen | Kolumbien Arles Castro Leonardo Duque Víctor Herrera José Serpa              | Spanien Francisco Javier Carrion Sergi Escobar Cristobal Forcadell Asier Maeztu    |
| Keirin                                    | Laurent Gané                                                                   | Jens Fiedler                                                                 | Lambros Vasilopoulos                                                               |
| Teamsprint                                | Deutschland Carsten Bergemann Jens Fiedler Matthias John                       | Frankreich Mickaël Bourgain Laurent Gané Hervé Thuet                         | Vereinigtes Königreich Chris Hoy Alwyn Mcmath Andrew Slater                        |
| Zweier-Mannschaftsfahren                  | Deutschland Stefan Steinweg Erik Weispfennig                                   | Argentinien Juan Esteban Curuchet Edgardo Simón                              | Schweiz Alexander Aeschbach Franco Marvulli                                        |
| Szczecin, Polen – 8. bis 10. Juni         |                                                                                |                                                                              |                                                                                    |
| Einerverfolgung                           | Jens Lehmann                                                                   | Oleksandr Symonenko                                                          | Alexei Markow                                                                      |
| Punktefahren                              | Franz Stocher                                                                  | Wassyl Jakowlew                                                              | Milan Kadlec                                                                       |
| Sprint                                    | Roberto Chiappa                                                                | Pavel Buráň                                                                  | Viesturs Bērziņš                                                                   |
| Mannschaftsverfolgung                     | Deutschland Christian Bach Jens Lehmann Andreas Müller Sebastian Siedler       | Vereinigtes Königreich Paul Manning Bryan Steel Phillip West Bradley Wiggins | Ukraine Serhij Schernjawski Oleksandr Klymenko Roman Kononenko Oleksandr Symonenko |
| Keirin                                    | Pavel Buráň                                                                    | Jaroslav Jerabek                                                             | Viesturs Bērziņš                                                                   |
| Teamsprint                                | Polen Grzegorz Krejner Łukasz Kwiatkowski Marcin Mientki                       | Ukraine Sergiy Ruban Igor Troyanovsky Andrei Vynokurov                       | Deutschland Stefan Nimke Eyk Pokorny René Wolff                                    |
| Zweier-Mannschaftsfahren                  | Schweiz Alexander Aeschbach Franco Marvulli                                    | Niederlande Robert Slippens Danny Stam                                       | Österreich Roland Garber Franz Stocher                                             |
| 1000-Meter-Zeitfahren                     | Teun Mulder                                                                    | Stefan Nimke                                                                 | Andrei Winokurow                                                                   |
| Pordenone, Italien – 29. Juni bis 1. Juli |                                                                                |                                                                              |                                                                                    |
| Einerverfolgung                           | Thomas Liese                                                                   | Bradley Wiggins                                                              | Ruslan Pidhornyj                                                                   |
| 1000-Meter-Zeitfahren                     | Sören Lausberg                                                                 | Marty Nothstein                                                              | Hervé Thuet                                                                        |
| Punktefahren                              | Ho-Sung Cho                                                                    | Devid Garbelli                                                               | Oleksandr Fedenko                                                                  |
| Sprint                                    | Laurent Gané                                                                   | Mickaël Bourgain                                                             | Ainārs Ķiksis                                                                      |
| Mannschaftsverfolgung                     | Ukraine Ruslan Pidhornyj Oleksandr Fedenko Boris Gapisch Serhij Tscherniawski  | Vereinigtes Königreich                                                       | Australien                                                                         |
| Keirin                                    | Ainārs Ķiksis                                                                  | Yuji Yamada                                                                  | Marty Nothstein                                                                    |
| Teamsprint                                | Spanien Aguilar José Antonio Escuredo Salvador Meliá                           | Polen Grzegorz Krejner Damin Zielinski Marcin Mientki                        | Italien Marco Brossa Roberto Chiappa McFarlane                                     |
| Zweier-Mannschaftsfahren                  | abgesagt                                                                       | abgesagt                                                                     | abgesagt                                                                           |
| Mexiko-Stadt, Mexiko – 10. bis 12. August |                                                                                |                                                                              |                                                                                    |
| Einerverfolgung                           | Damien Pommereau                                                               | Sergi Escobar                                                                | Alexei Markow                                                                      |
| 1000-Meter-Zeitfahren                     | Arnaud Tournant                                                                | Mark Renshaw                                                                 | Grzegorz Krejner                                                                   |
| Punktefahren                              | Robert Sassone                                                                 | Marco Arriagada                                                              | Joan Llaneras                                                                      |
| Sprint                                    | Roberto Chiappa                                                                | Jeffrey Labauve                                                              | Arnaud Dublé                                                                       |
| Mannschaftsverfolgung                     | Russland Alexei Markow Wladislaw Borissow Alexander Serow                      | Niederlande                                                                  | Chile                                                                              |
| Keirin                                    | José Antonio Villanueva                                                        | Grzegorz Krejner                                                             | Craig MacLean                                                                      |
| Teamsprint                                | Frankreich Mickaël Bourgain Arnaud Dublé Arnaud Tournant                       | Japan Takahiro Ara Koji Hamada Keichi Omori                                  | Vereinigte Staaten Jeffrey Labauve Giddeon Massie Joshua Weir                      |
| Zweier-Mannschaftsfahren                  | Spanien                                                                        | Russland                                                                     | Niederlande                                                                        |
| Ipoh, Malaysia – 24. bis 26. August       |                                                                                |                                                                              |                                                                                    |
| Einerverfolgung                           | Franco Marvulli                                                                | Noriyuki Iijima                                                              | Wadim Krawtschenko                                                                 |
| 1000-Meter-Zeitfahren                     | Stefan Nimke                                                                   | Mark Renshaw                                                                 | Hervé Gané                                                                         |
| Punktefahren                              | Matthew Gilmore                                                                | Jimmi Madsen                                                                 | James Carney                                                                       |
| Sprint                                    | Jobie Dajka                                                                    | Matthias John                                                                | René Wolff                                                                         |
| Mannschaftsverfolgung                     | Deutschland Marc Altmann Leif Lampater Christian Müller Bernhard Wächter       | Tschechien Martin Bláha Libor Hlaváč Michal Kesl Stanislav Kozubek           |                                                                                    |
| Keirin                                    | Jobie Dajka                                                                    | Florian Rousseau                                                             | Marty Nothstein                                                                    |
| Teamsprint                                | Deutschland Matthias John Stefan Nimke René Wolff                              | Frankreich Florian Rousseau Jérôme Hubschwerlin Hervé Gané                   | Japan Nagai Kifoyumi Kaneko Takashi Sano Umezaku                                   |
| Zweier-Mannschaftsfahren                  | Schweiz Franco Marvulli Alexander Aeschbach                                    | Vereinigte Staaten James Carney Colby Pearce                                 | Belgien Matthew Gilmore Wouter Van Mechelen                                        |
| Gesamtresultate                           |                                                                                |                                                                              |                                                                                    |
| Einerverfolgung                           | Damien Pommereau                                                               | Sergi Escobar                                                                | Alexei Markow                                                                      |
| 1000-Meter-Zeitfahren                     | Mark Renshaw                                                                   | Stefan Nimke                                                                 | Hervé Thuet                                                                        |
| Punktefahren                              | James Carney                                                                   | Robert Sassone                                                               | Franz Stocher                                                                      |
| Sprint                                    | Roberto Chiappa punktgleich mit Laurent Gané                                   | Roberto Chiappa punktgleich mit Laurent Gané                                 | Mickaël Bourgain                                                                   |
| Mannschaftsverfolgung                     | Deutschland                                                                    | Vereinigtes Königreich punktgleich mit Ukraine                               | Vereinigtes Königreich punktgleich mit Ukraine                                     |
| Keirin                                    | Pavel Buráň                                                                    | Josiah Ng punktgleich mit Marty Nothstein                                    | Josiah Ng punktgleich mit Marty Nothstein                                          |
| Teamsprint                                | Deutschland punktgleich mit Frankreich                                         | Deutschland punktgleich mit Frankreich                                       | Japan                                                                              |
| Zweier-Mannschaftsfahren                  | Schweiz                                                                        | Spanien                                                                      | Vereinigte Staaten                                                                 |

### Frauen
| Siegerin                                  | Siegerin                          | Zweite                            | Dritte                            |
| Cali, Kolumbien – 25. bis 27. Mai         | Cali, Kolumbien – 25. bis 27. Mai | Cali, Kolumbien – 25. bis 27. Mai | Cali, Kolumbien – 25. bis 27. Mai |
| ----------------------------------------- | --------------------------------- | --------------------------------- | --------------------------------- |
| Sprint                                    | Natalia Markownitschenko          | Swetlana Grankowskaja             | Tanya Lindenmuth                  |
| Einerverfolgung                           | María Luisa Calle                 | Emma Davies                       | Jelena Tschalych                  |
| Punktefahren                              | Belem Guerrero                    | Teodora Ruano Sanchón             | Katherine Bates                   |
| 500-Meter-Zeitfahren                      | Natalia Markownitschenko          | Nancy Contreras                   | Swetlana Grankowskaja             |
| Szczecin, Polen – 8. bis 10. Juni         |                                   |                                   |                                   |
| Sprint                                    | Natalia Markownitschenko          | Swetlana Grankowskaja             | Oxana Grischina                   |
| Einerverfolgung                           | Leontien Zijlaard-van Moorsel     | Katherine Bates                   | Lada Kozlíková                    |
| Punktefahren                              | Leontien Zijlaard-van Moorsel     | Katherine Bates                   | Mirella van Melis                 |
| 500-Meter-Zeitfahren                      | Natalia Markownitschenko          | Katrin Meinke                     | Lori-Ann Muenzer                  |
| Pordenone, Italien – 29. Juni bis 1. Jul  |                                   |                                   |                                   |
| Sprint                                    | Natalia Markownitschenko          | Swetlana Grankowskaja             | Oxana Grischina                   |
| Einerverfolgung                           | Olga Sljussarewa                  | Anouska van der Zee               | Alison Wright                     |
| Punktefahren                              | Olga Sljussarewa                  | Rochelle Gilmore                  | Anke Wichmann                     |
| 500-Meter-Zeitfahren                      | Natalia Markownitschenko          | Iryna Janowytsch                  | Oxana Grischina                   |
| Mexiko-Stadt, Mexiko – 10. bis 12. August |                                   |                                   |                                   |
| Sprint                                    | Nancy Contreras                   | Tammy Thomas                      | Céline Nivert                     |
| Einerverfolgung                           | Sarah Ulmer                       | Anouska van der Zee               | Erin Mirabella                    |
| Punktefahren                              | Belem Guerrero                    | Anouska van der Zee               | Erin Mirabella                    |
| 500-Meter-Zeitfahren                      | Nancy Contreras                   | Tammy Thomas                      | Lori-Ann Muenzer                  |
| Ipoh, Malaysia – 24. bis 26. August       |                                   |                                   |                                   |
| Sprint                                    | Lori-Ann Muenzer                  | Kerrie Meares                     | Katrin Meinke                     |
| Einerverfolgung                           | Christina Becker                  | Diana Žiliūtė                     | Katherine Bates                   |
| Punktefahren                              | Christina Becker                  | Cathy Moncassin                   | Erin Carter                       |
| 500-Meter-Zeitfahren                      | Lori-Ann Muenzer                  | Katrin Meinke                     | Wang Yan                          |
| Gesamtresultate                           |                                   |                                   |                                   |
| Sprint                                    | Natalia Markownitschenko          | Swetlana Grankowskaja             | Susan Panzer                      |
| Einerverfolgung                           | Katherine Bates                   | Erin Mirabella                    | Anouska van der Zee               |
| Punktefahren                              | Belem Guerrero                    | Katherine Bates                   | Erin Mirabella                    |
| 500 m time trial                          | Natalia Markownitschenko          | Nancy Contreras                   | Lori-Ann Muenzer                  |